# William Vernon Harcourt (homme politique)
William George Granville Venables Vernon Harcourt, (14 octobre 1827 - 1er octobre 1904) est un avocat, journaliste et homme d'État libéral britannique. Il est député de diverses circonscriptions et occupe les postes de ministre de l'Intérieur et chancelier de l'Échiquier sous William Ewart Gladstone avant de devenir chef de l'opposition. Orateur de talent au Parlement, il est parfois considéré comme distant et ne possédant qu'une implication intellectuelle dans ses causes. Il n'a pas suscité beaucoup de réactions émotionnelles dans le public et n'est devenu qu'un leader réticent et désabusé de son parti. 

## Famille et ascendance
Harcourt est le deuxième fils du révérend William Vernon Harcourt, de Nuneham House, Oxford et de son épouse Matilda Mary Gooch, fille du colonel William Gooch. Son père est lui-même le quatrième fils et finalement héritier d'Edward Venables-Vernon-Harcourt, archevêque d'York et de sa femme Anne Leveson-Gower. Anne est une fille de Granville Leveson-Gower (1er marquis de Stafford) et de sa deuxième épouse Louisa Egerton. Ses grands-parents maternels sont Scroop Egerton, 1er duc de Bridgewater et sa deuxième épouse Rachel Russell. Rachel est une fille de Wriothesley Russell (2e duc de Bedford) et de la riche héritière Elizabeth Howland, fille de John Howland de Streatham. William est donc né Vernon et, par ses liens avec les anciennes familles de Vernon et Harcourt, est lié à de nombreuses grandes maisons anglaises, ce dont il est fier. Plus tard dans sa vie, son ascendance Plantagenets est une blague parmi ses opposants politiques.

## Éducation et jeunesse
L'enfance de William est austère. Eduqué à la maison par une gouvernante suisse, il est envoyé dans une école privée à Southwell, Nottinghamshire quand il a huit ans. Son père lui a refusé une éducation dans une école publique, l'envoyant suivre une formation classique à la petite classe du révérend John Owen Parr. En 1840, Parr s'installe à Preston et William est témoin des émeutes du pain à Preston en 1842. Il quitte Parr en 1844 et, après deux années d'études à la maison, William entre au Trinity College de Cambridge pour poursuivre son intérêt pour les mathématiques. À Cambridge, il est devenu un apôtre et obtient son diplôme avec les honneurs de première classe dans les tripos classiques en 1851, mais il n'a pas apprécié les mathématiques, obtenant seulement l'optime senior. 
À Cambridge, William rejette les principes conservateurs de sa famille et commence à écrire pour le Morning Chronicle à l'appui de Sir Robert Peel. Son père l'a encouragé à rechercher une bourse de Cambridge ou une carrière en politique, mais William choisi le droit et le journalisme. Il entre à Lincoln's Inn en 1852 et est admis au barreau du Inner Temple en 1854. 
Il fait rapidement sa marque en tant que conférencier son accueil dans la société londonienne étant facilité par son oncle George Harcourt et sa tante Frances Waldegrave. À partir de 1855, William commence à écrire pour la Saturday Review, devenant de plus en plus un adepte de William Ewart Gladstone et un adversaire de Lord Palmerston. Il pratique le droit ferroviaire, commentant, notamment dans The Times le droit international. En 1862, il écrit quelques lettres célèbres au Times au sujet de la signature de « Historicus », soutenant la neutralité de la Grande-Bretagne dans la guerre civile américaine et condamnant la sympathie généralisée du public pour les États confédérés. Il également écrit sur l'Affaire du Trent et la controverse en Alabama,. Il devient conseiller de la reine en 1866 et est nommé professeur Whewell de droit international à l'Université de Cambridge en 1869. 

## Carrière politique
Harcourt entre au Parlement en tant que député libéral d'Oxford et siège de 1868 à 1880, étant nommé solliciteur général et anobli en 1873. Il est réélu lors de la victoire libérale aux Élections générales britanniques de 1880 et, bien qu'il n'ait pas été un fervent partisan de Gladstone dans l'opposition, il est nommé ministre de l'Intérieur. Une telle nomination oblige à se représenter devant ses électeurs et Harcourt est alors battu par Alexander William Hall par seulement 54 voix. Bien que Hall ait par la suite été délogé pour corruption politique, un siège est trouvé pour Harcourt à Derby, par la retraite volontaire de Samuel Plimsoll. Il continue à représenter cette circonscription jusqu'en 1895, date à laquelle, après avoir été battu aux élections générales, il trouve un siège dans le West Monmouthshire . 
Son nom est lié à l'adoption du Ground Game Act 1880 et du Arms (Ireland) Act 1881. En tant que ministre de l'Intérieur au moment des tueries de Phoenix Park et des attentats à la bombe de Londres, il réagit rapidement et la loi de 1883 sur les substances explosives est adoptée dans les plus brefs délais jamais enregistrés. Sa position ferme sur la loi et l'ordre le met en conflit avec les députés irlandais. En 1884, il présente un projet de loi avorté pour unifier l'administration municipale de Londres et exige des poursuites dans le cas du cannibalisme de survie de R c. Dudley et Stephens. En 1885, il commue la peine de mort de John Babbacombe Lee en emprisonnement à perpétuité après l'échec de son exécution à trois reprises. Il est en outre victime des suites embarrassantes du scandale de l'interpolation de Harcourt.

### chancelier de l'Échiquier
Il est reconnu comme l'un des chefs les plus capables et les plus efficaces du Parti libéral et lorsque, après un bref intervalle en 1885, Gladstone reprend ses fonctions en 1886, Harcourt est nommé chancelier de l'Échiquier, un poste qu'il occupe de nouveau de 1892 à 1895. Entre 1880 et 1892, Harcourt est l'adjoint politique de Gladstone. Combattant de première classe, ses services sont d'une grande valeur. Cependant, en dépit de son grand succès en tant qu'orateur, il parle comme un avocat et n'impressionne pas le public. C'est lui qui a inventé l'expression « ragoût dans le jus de Parnellite » et, lorsque la scission est arrivée au sein du parti libéral sur la question irlandaise, même ceux qui ont accordé à Gladstone et John Morley le mérite d'être convaincus de l'utilité du Home Rule, ils n'ont pas été convaincus que Harcourt ait suivi autre chose que la ligne d'opportunité du parti. 
En 1894, il présente et fait adopter un budget mémorable, qui égalise les droits de succession sur les biens immobiliers et personnels. Après la retraite de Gladstone en 1894 et le choix de Lord Rosebery comme premier ministre, Harcourt devient le chef du parti libéral à la Chambre des communes. Il n'avait pas été choisi en tant que successeur de Gladstone, et il était évident que les idées de Rosebery sur le libéralisme et la politique du Parti libéral n'étaient pas celles de Harcourt. Leurs différences ont été corrigées de temps en temps, mais la combinaison reste instable. Cependant, le seul héritage significatif du gouvernement est l'introduction d'un taux uniforme élevé de droits de succession dans le budget de Harcourt de 1894.

### Chef de l'opposition
Aux Élections générales britanniques de 1895 des divisions éclatent entre les libéraux. L'effet du projet de loi sur le veto local avorté de Harcourt, qui aurait donné aux paroisses le droit de voter sur la fermeture des pubs et d'autres textes ont semé la division. Bien qu'il soit réélu pour le West Monmouthshire (1895, 1900), les discours de Harcourt dans le débat ne montrent qu'occasionnellement son talent et il est évident que malgré son travail acharné dans l'opposition, il n'a plus la même motivation que par le passé . En octobre 1896, Gladstone, dans son dernier discours public, appelle à l'action pour soutenir les Arméniens massacrés par leurs dirigeants ottomans. Harcourt soutient Gladstone, mais Rosebery utilise l'incident comme excuse pour démissionner en tant que chef de l'opposition et Harcourt est devenu un chef peu enthousiaste. 
Pendant la période où Harcourt est chef du parti libéral à la Chambre des communes, l'enquête sur l'échec du raid de Jameson a eu lieu. La performance de Harcourt dans l'enquête a déçu des sections du parti libéral, car l'opposition a laissé le gouvernement conservateur s'en tirer en ne dévoilant pas l'implication du secrétaire aux Colonies Joseph Chamberlain dans la genèse et la préparation du raid, Harcourt se contentant de condamner le Premier ministre de la colonie du Cap, Cecil Rhodes,. 
En décembre 1898, la crise est arrivée et, avec Morley, Harcourt se retire du parti et démissionne de son leadership de l'opposition, invoquant comme raison, dans des lettres à Morley, les divisions du parti. La scission suscite des commentaires considérables et entraîne une division plus ou moins ouverte entre la section du parti libéral qui suit Rosebery et ceux qui n'aiment pas son impérialisme. 
Bien que maintenant simple député, Harcourt continue à affirmer sa position indépendante, et ses attaques contre le gouvernement ne sont plus limitées par aucune déférence envers la position impérialisme des libéraux. Il intervient activement en 1899 et 1900, condamnant fermement la politique financière du gouvernement et son attitude envers le Transvaal. Tout au long de la seconde guerre des Boers il ne perd aucune occasion de critiquer les développements sud-africains dans une veine pessimiste. Grand débatteur parlementaire, il saupoudre ses discours avec humour. De 1898 à 1900, il s'est fait remarquer, à la fois en séance et dans les lettres au Times, en exigeant des mesures actives contre le ritualisme dans l'Église d'Angleterre. Il plaide également en faveur de la Séparation de l'Église et de l'État. En mars 1904, juste après avoir annoncé son intention de ne pas se présenter à nouveau au Parlement, il hérite, à la mort de son neveu, des domaines familiaux de Nuneham. Il constate que la succession est en crise, surtout après avoir dû payer les droits de succession qu'il avait lui-même introduits, et il y est décédé subitement la même année. 
Harcourt s'est vu offrir une pairie en 1902, mais il l'a refusée afin de rester à la Chambre des communes et de permettre à son fils de faire avancer sa carrière politique. 

## Mariages et enfants

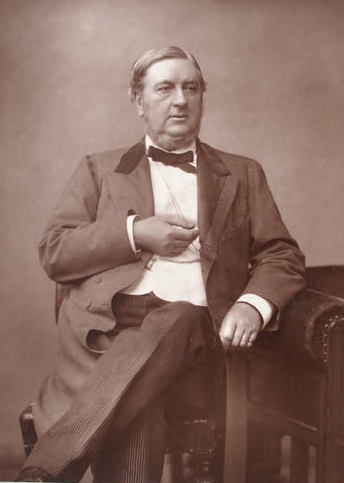
Sir William Harcourt en 1890.

Le 5 novembre 1859, Harcourt épouse Maria Theresa Lister, connue sous le nom de Thérèse. Elle est la fille du romancier Thomas Henry Lister et de Maria Theresa Villiers. Ils ont deux enfants: 
- Julian Harcourt (6 octobre 1860-2 mars 1862).
- Lewis Harcourt (1er vicomte Harcourt) (31 janvier 1863-24 février 1922). Baptisé à l'origine Reginald, mais rebaptisé à l'âge de deux mois[14]. Lewis Harcourt est secrétaire privé de son père et devient plus tard un homme politique de premier plan à part entière, notamment en tant que secrétaire d'État aux Colonies de 1910 à 1915.

Sa première femme est décédée le 1er février 1863, un jour seulement après la naissance de leur deuxième et dernier fils. Harcourt reste veuf pendant treize ans. Le 2 décembre 1876, il se remarie avec Elizabeth Cabot Motley, fille de l'historien américain John Lothrop Motley et de son épouse Mary Benjamin. Son oncle maternel, Park Benjamin, est avocat en droit des brevets et écrivain sur des sujets scientifiques. Elle avait été précédemment mariée à l'officier de marine Thomas Poynton Ives. Ives fait partie des victimes de la Guerre de Sécession. Par ce deuxième mariage, Harcourt a eu son troisième et dernier fils: 
- Robert Harcourt (homme politique). Il épouse Marjorie Laura Cunard. Leur fille Mary Elizabeth Harcourt épouse Ian Rochfort Johnston, un commandant de la Royal Navy.

## Publications
- (en) Letters by Historicus on some Questions of International Law : reprinted from 'The Times' with considerable additions, London and Cambridge, Macmillan and Co., 1863 (lire en ligne)
- (en) American Neutrality by Historicus : Reprinted from the London "Times" of December 22nd, 1864, New York, 1865 (lire en ligne)